# Szilvek Lajos
Szilvek Lajos (Szekszárd, 1854. február 19. – Pécs, 1935. március 5.) teológiai doktor, nagyprépost, pécsi kanonok.

## Élete
Középiskoláit Pécsett, a teológiát Bécsben, mint a Pazmaneum növendéke végezte. 1878-ban felszenteltetett és a bécsi Augustineumba került, ahol szigorlatait kiállotta. 1881-ben tanulmányi felügyelő és segédtanár lett Pécsett, 1885-től teológiai tanár; 1906-ban kanonokká nevezték ki; egyszersmind zsinati vizsgáló. Tagja volt a Szent István Társulat tudományos és irodalmi osztályának és az Aquinói Szent Tamás Társaságnak. 1898 és 1906 között egyházmegyei könyvtáros volt, 1915-től szepeslandeki címzetes prépost, 1923-tól pápai prelátus, 1930-tól papi helynök és pécsi nagyprép.
Cikkeket írt a Magyar Sionba, a Bölcseleti Folyóiratba és a Magyar Államba sat.

## Munkái
- Fizika és metafizika. Bpest, 1895. (Különnyomat a Kath. Szemléből)
- Darwin állatpsychologiája. Uo. 1895. (Különnyomat a Kath. Szemléből)
- Mi az a "Katholikus"? Uo. 1896. (Különnyomat a Kath. Szemléből)
- Vergődő szivek. Uo. 1897. (Különnyomat a kath. Szemléből)
- Hogyan alszunk? Pécs, 1897
- Istenítéletek. Bpest, 1897
- Bérmálási emlék. Pécs, 1898
- Egy "botrányos" dogmáról. Pécs, 1899
- A pécsi egyetem története. Uo. 1899
- Az Ádria emberevő cápái. Bpest, 1900
- Magyarország és a kereszténység. Uo. 1900. (Különnyomat a Hittud. Folyóiratból)
- Hypnotismus. Uo. 1900. (Különnyomat a Bölcseleti Folyóiratból)
- Nemzetünk és a gondviselés. Esztergom, 1900
- Hol állítsunk katholikus egyetemet? Pécs, 1900
- Egyház és socialdemocratia. Uo. 1903. (Különnyomat a Religióból)
- Az individualizmus csődje a gazdaságban. Bpest, 1903
- Kivándorlás. Esztergom, 1903
- A test feltámadása. Uo. 1903. (Különnyomat a Hittud. Folyóiratból)
- Vallás és papság Francziaországban: Francziából szabadon ford. Esztergom, 1903
- Korunk és a theologia. Pécs, 1903
- A pápaság az egyház alkotmányában. Uo. 1903
- Sztrájk mindenfelé. Uo. 1903
- A test feltámadása. Bpest, 1903
- Egyház és socialdemokratia. Bpest, 1905. (Különnyomat a Religióból)
- A socialdemokratia vallása. Uo. 1905. Különnyomat a Bölcseleti Folyóiratból)
- Vallás és socialismus. Uo. 1906
- A szent mise. Pécs, 1907